# 게리 해리스
게리 해리스(Gary Harris, 1994년 9월 14일 ~ )는 전미 농구 협회(NBA) 올랜도 매직의 미국 프로 농구 선수이다. 미시간 스테이트 스파르탄스(Michigan State Spartans)에서 대학 농구를 했다.

## 고등학교 경력
해리스는 인디애나 주 피셔스에 있는 해밀턴 남동부 고등학교에 다녔다. 2009-10년 2학년 때 그는 해밀턴 SE를 17-4 기록으로 이끌면서 경기당 평균 14득점, 4리바운드, 2어시스트, 3도루를 기록했다. 2010-11년 주니어 시절 그는 경기당 평균 18.6득점, 5.0리바운드, 3.0어시스트, 2.7스틸을 기록하며 로열스를 20-4 기록으로 이끌었고 클래스 4A 지역 결승전에 진출하여 학교 역사상 두 번째 섹션 우승을 차지했다.

## 대학 경력
2012~13년 미시간 주립 대학교 신입생이었던 해리스는 빅 텐 올해의 신입생으로 선정되어 1986년 이후 이 상을 받은 최초의 스파르탄 선수가 되었다. 또한 2군 올 빅 텐(All-Big Ten) 선발 선수이자 빅 텐 신입생팀 수상자이기도 했다. 34경기(33선발)에서 경기당 29.7분을 뛰며 평균 12.9득점, 2.5리바운드, 1.4어시스트, 1.2스틸을 기록했다.
2013-14년 2학년 때 해리스는 1군 올 빅 텐, 올 빅 텐 수비 팀, USBWA 올 디스트릭트 셀렉션, 1군 NABC 올 디스트릭트 및 명예로운 멘션 AP(Associated Press) 올 아메리칸 영예를 얻었다. 맥니스 스테이트와의 시즌 개막전에서 그는 20 득점 10 리바운드로 통산 첫 더블 더블을 기록했다. 2014년 1월 25일, 그는 미시간을 상대로 통산 최고 득점인 27득점을 기록했다. 35경기에서 그는 경기당 32.3분을 뛰며 평균 16.7득점, 4.0리바운드, 2.7어시스트, 1.8스틸을 기록했다.
2014년 4월 14일 해리스는 마지막 2년간의 대학 자격을 포기하고 NBA 드래프트를 선언했다.